# 499367 Monikasirp
499367 Monikasirp este o planetă minoră (asteroid) din centura de asteroizi. A fost descoperită pe 5 ianuarie 2010 la  de . 
Obiectul prezintă o orbită caracterizată de o semiaxă mare de 2,5890452445729 UAi, o excentricitate de 0,32660784954233, o înclinație de 7,4879042355541 ° în raport cu ecliptica.